# 白彦虎
白 彦虎（はく げんこ、Bái Yànhǔ、ドンガン語：Бай Яньху、1830年2月8日 - 1882年7月26日）は、回民蜂起の指導者で十八大営元帥の一人。ムスリム名はムハンマド・アイユーブ。陝西省西安府涇陽県出身。中央アジアのドンガン人からは民族の父とされている。
清の同治（1862年 - 1874年）年間は太平天国や捻軍などの蜂起があって、大量の軍費が必要とされ、各省に対する税の負担が重くなった。もともと土地がやせて貧しい陝西省・甘粛省での重税に官吏の腐敗と回民への侮蔑が重なり、回民の蜂起がおこった。アホンであった白彦虎らは1862年から西安を包囲し、清の欽差大臣勝保（シェンバオ）の軍を破った。しかし後任の欽差大臣ドロンガ（多隆阿）に敗れ、鳳翔に逃れた。
その後陝西回民軍は藍朝柱と連合してドロンガと対抗したが、1864年に甘粛省寧州の董志塬に逃れ、十八大営を組織して、白彦虎は元帥の一人に選ばれた。陝西回民軍は捻軍の張宗禹と連合して清朝に対抗したが、1868年3月に十八大営を四大営に編成しなおして董志塬を撤退した。
白彦虎は金積堡に拠る馬化龍の回民軍を救援しようとしたが失敗し、西寧に逃れ、馬桂源・馬本源兄弟と連合して清軍と戦ったが1872年に敗北した。西寧での敗北後、河西回廊を転戦し、カシュガルのヤクブ・ベクのもとに逃れた。1877年、欽差大臣左宗棠の大軍がヤクブ・ベクを滅ぼすと、5千人の兵とともにロシアに逃れて再起を図った。しかし再び陝西に戻ることなく、ビシュケクで肺炎のため42歳の生涯を閉じた。